# Liuben, Silistra
Liuben (în bulgară Любен, în română Caravelichioi) este un sat în comuna Sitovo, regiunea Silistra, Dobrogea de Sud, Bulgaria. Între anii 1913-1940 a făcut parte din plasa Accadânlar a județului Durostor, România.     

## Demografie
Componența etnică a satului Liuben
     Romi (27,3%)
     Turci (53,35%)
     Nicio identificare (0,15%)
     Altele (19,18%)
La recensământul din 2011, populația satului Liuben era de 641 locuitori. Din punct de vedere etnic, majoritatea locuitorilor (53,35%) erau turci, cu o minoritate de romi (27,3%). Pentru 0,15% din locuitori nu este cunoscută apartenența etnică.

### Recensământul românesc din 1930
Componența etnică a comunei Caravelichioi (județul Durostor)
     Turci (99,33%)
     Altă etnie (0,67%)
Componența confesională a comunei Caravelichioi
     Ortodocși (0,54%)
     Musulmani (99,46%)
Conform recensământului efectuat în 1930, populația comunei Caravelichioi se ridica la 748 locuitori. Majoritatea locuitorilor erau turci (99,33%). Alte persoane s-au declarat: români (4 persoane) și romi (1 persoană). Din punct de vedere confesional, majoritatea locuitorilor erau musulmani (99,46%), dar existau și ortodocși (0,54%).